# Народження згори
Наро́дження згори́ (також нове народження) — біблійний термін, поняття християнського богослів'я, зазвичай означає духовне перетворення людини для нового життя з Богом і є необхідною умовою спасіння людини. Серед християнських конфесій існують певні розбіжності в розумінні народження згори.

## Походження поняття
Поняття «народження згори» походить від слів Ісуса Христа в розмові з юдейським рабином Никодимом, згідно з якими народження згори — обов'язкова умова для входження людини в Царство Боже.
|  | У відповідь Ісус сказав йому: Знову й знову запевняю тебе: коли хто не народиться згори, то не може побачити Божого Царства! А Никодим Йому каже: Як може людина, будучи старою, народитися? Чи може вона вдруге увійти в утробу своєї матері й народитися? Ісус відповів: Знову й знову запевняю тебе: коли хто не народиться від води й Духа, не може увійти до Божого Царства! (Ів. 3:3–5) |

## Історичні церкви
В історичних церквах, а також у більшості лютеранських і англіканських конфесій, традиційно вважається, що «народження згори», «народження від води й Духа» відбувається в таїнстві хрещення.
Наприклад, візантійський богослов Феофілакт Охридський у коментарі на уривок з Євангелії, що передає розмову Ісуса з Никодимом, писав: «Вода, що приймається видимо, діє к очищенню тіла, а Дух, що з'єднується невидимо, — ік відродженню невидимої душі. Коли ти питаєш, як вода може вродити, то і я спитаю, як сі́м'я, що саме́ подібне до води, може статися людиною? Отже, як над сім'ям тілесним усе чинить благодать Божа, так і при хрещенні має бути вода, але все чинить Дух і молитовне призивання, а особливо Божа присутність».

## Євангельські християни
У богослів'ї менонітських, реформатських, баптистських, методистських, п'ятдесятницьких та ін. євангельських церков народження згори та водне хрещення — події зовсім різні.
Євангельські християни вважають, що народження згори відбувається одночасно з покаянням і наверненням до Бога, а не під час занурення у воду при хрещенні.
Серед євангельських теологів поширене трактування «води» з Ів. 3:5 як алегорії на Слово Боже чи перше, тілесне народження людини.